# José Sabogal
José Arnaldo Sabogal Diéguez (Cajabamba, 19 de marzo de 1888-Lima, 15 de diciembre de 1956) fue un pintor, profesor y ensayista peruano. Fue uno de los primeros promotores y uno de los líderes del movimiento indigenista peruano.

## Biografía
José Sabogal nació en la ciudad de Cajabamba (Cajamarca) (Perú) el 19 de marzo de 1888 en una familia mestiza, siendo hijo de Matías Sabogal del Castillo y Manuela Diéguez de Florencia. En 1922 se casó con la escritora María Wiesse Romero (1894-1964), hija del historiador Carlos Wiesse Portocarrero. El matrimonio tuvo dos hijos: José Rodolfo Sabogal Wiesse (1923-1983) y Rosa Teresa Sabogal Wiesse (1925-1985).
El origen del apellido Sabogal es la palabra castiza sabogal, que indica una red para pescar sabogas y que se menciona en el capítulo XXIX de la segunda parte de las antiguas ediciones de Don Quijote de la Mancha. Según el libro de María Wiesse José Sabogal, el artista y el hombre, los ancestros del pintor procederían de un pueblo de pescadores llamado Saboga en el norte de España. 
Sin embargo, la versión más fiable afirma que el apellido Sabogal es de origen húngaro y proviene de la combinación de los dos apellidos más comunes en Hungría, Sabo y Gal. Ricardo Sabogal-Suji, Ph.D. en antropología y pariente del pintor, también originario de Cajabamba y nacido igualmente el 19 de marzo, educado en Italia, los Estados Unidos e Inglaterra, afirma que, basándose en estudios de ADN mitocondrial, el apellido Sabogal es de origen húngaro.
José Sabogal recorrió España, el sur de Francia, Italia y el norte de África entre 1908 y 1913 antes de empezar a estudiar en la Escuela Nacional de Bellas Artes en Buenos Aires (Argentina), donde estudió por cinco años.
Sabogal se dedicó a promover la cultura y estéticas precolombinas. Durante una estadía de seis meses en Cuzco, Sabogal se empezó a interesar en representar a la ciudad y sus habitantes en sus pinturas. En 1919, realizó una exhibición de sus pinturas en la Casa Brandes en Lima, la cual atrajo la atención de la crítica y el público.
Para José Carlos Mariátegui, Sabogal es el pintor peruano por excelencia. La razón es que Sabogal fue el pintor que rompió con el colonialismo académico europeo y creó su propia escuela nacional con raíces peruanas auténticas sin ser copia del arte dominante europeo. Sabogal resucitó el valor artístico, el arraigo y la dignidad de lo peruano de una forma única, nativa, vernacular y original.    
Sabogal decidió promover el arte peruano internacionalmente después de una visita a México, en donde conoció a Diego Rivera, José Clemente Orozco y David Alfaro Siqueiros.
“Pero sí, somos indigenistas en el justo significado de la palabra y más aún, indigenistas culturales, pues buscamos nuestra identidad integral con nuestro suelo, su humanidad y nuestro tiempo. No admitimos aquello de raza superior aria en nuestro medio, pero sí estamos convencidos de que en América ha surgido un hombre nuevo. Y en el Perú de nuestros días y con el grupo de artistas que tengo el honor de representar, intentamos expresar ese contenido, esa fisonomía genuina que nos identifique y nos eleve a criatura nacional, tanto como fuera marcada en los antiguos tiempos con su arte rotundo y eterno”.
José Sabogal Diéguez

A partir de 1920, Sabogal enseñó en la Escuela Nacional Superior Autónoma de Bellas Artes del Perú y entre 1932 y 1943 sirvió como director de esta institución. Fue director artístico de la revista Amauta, cuyo primer número, aparecido en 1926, lleva un dibujo de su autoría en la carátula. Posteriormente, Sabogal y Luis Eduardo Valcárcel fundaron el Instituto Libre de Arte Peruano en el Museo Nacional de la Cultura Peruana. Su obra es parte de la colección permanente del Museo de Arte Contemporáneo de Cusco.
Entre sus discípulos figuran Camilo Blas, Enrique Camino Brent, Julia Codesido, Cota Carvallo, Jorge Segura, Aquiles Ralli, Gamaniel Palomino, Pedro Azabache Bustamante, Andrés Zevallos y Eladio Ruiz.

## Obra pictórica (selección)
- Cactus solitario, óleo 1916.[5]
- Carnaval de Tilcará, óleo, 1918[6]
- Santa Rosa entre los ángeles, tinta, 1922
- El gamonal, óleo sobre tela, 1925[7]
- Hostelero de Huanta, xilografía, 1925[8]
- Sacsayhuamán, xilografía, 1925[9]
- El Varayoc de Chinchero, óleo, 1925
- Cuesta de Huaynapata, xilografía, 1925[10]
- La mujer del Varayoc, óleo sobre tela, 1926[11]
- El recluta, óleo, 1926
- Glosas franciscanas, xilografía, 1926
- La Santusa, óleo, 1928[12]
- Ayacucho, xilografía, 1930[13]
- Pastora con llamas, óleo sobre tela, 1938[14]
- Artista vernacular, xilografía, 1942[15]
- Retablo limeño, óleo, 1948[16]
- Hilandera huanca, óleo
- Mujer en el desierto de Sechura, óleo sobre madera, 1951
- Pescador mochica, témpera, 1956

### Cuadros simbólicos
- Guerra civil española, tinta, 1936[17]
- El rapto de Europa, témpera, 1949[18]
- Garcilaso de la Vega, óleo sobre tela, 1949[19]
- El sueño de Bolívar, óleo sobre tela, ca. 1950-1956[20]
- Los reyes magos, óleo sobre tela, 1953[21]

### Retratos
- Retrato de María Wiesse, óleo sobre tela, 1921[22]
- Retrato de Carlos Wiesse Portocarrero, óleo, 1930
- Retrato de Enrique Camino Brent, óleo 1931[23]
- Retrato de Rosa María Macedo, óleo, 1934
- Retrato de Esperanza Deacon Mujica, óleo, 1939
- Retrato de José Sabogal Wiesse, óleo, 1946[24]
- Retrato de Jorge Wiesse, óleo, 1949
- Retrato de María Rostworowski, óleo, 1950[25]

## Obra arquitectónica

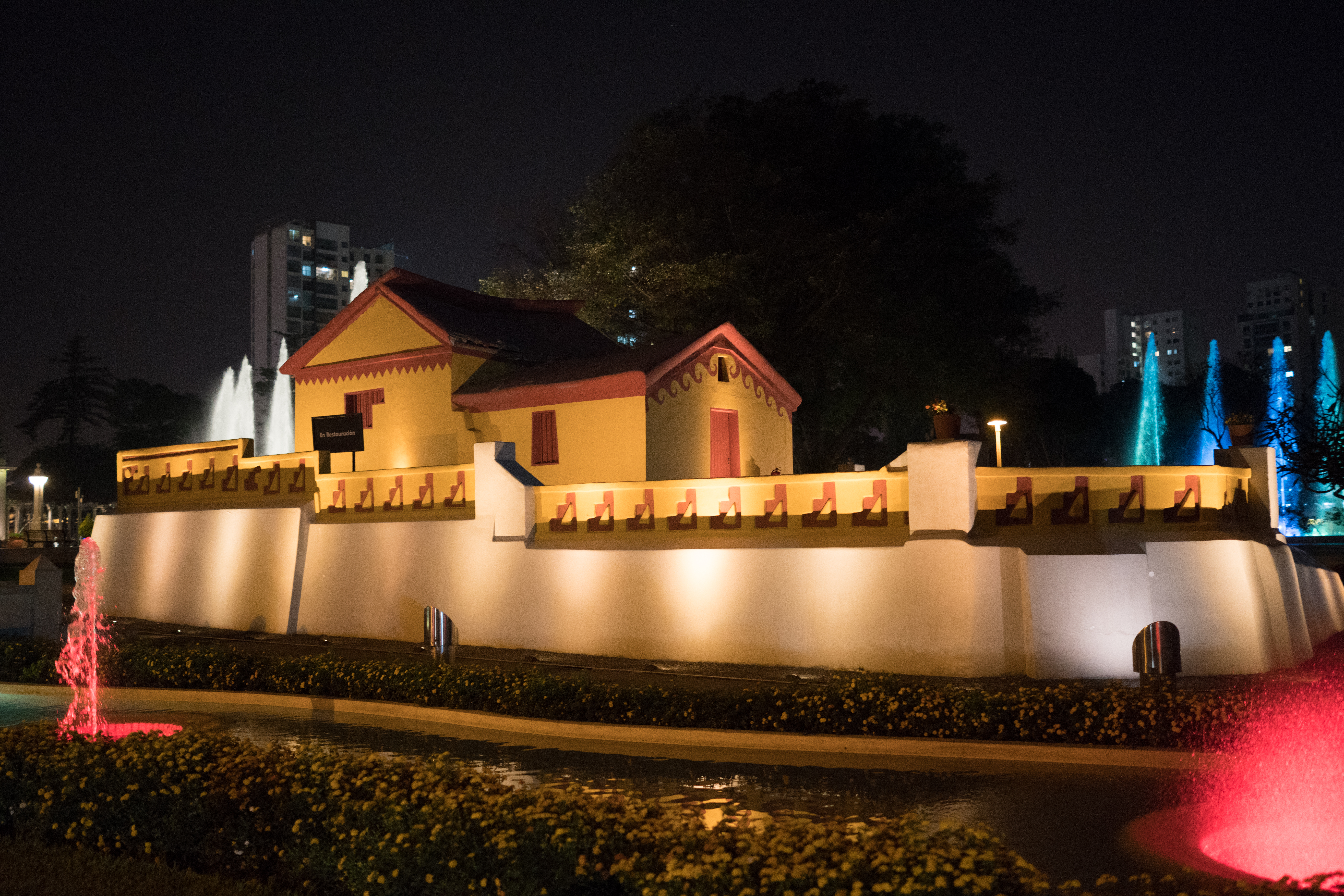
Casita andina

- Casita andinaCasita andina o Casa Sabogal en el Parque de la Reserva.

## Obra escrita
- Mates burilados: arte vernacular peruano (1945). Reeditado como parte del libro El mate en el Perú. Lima, Biblioteca Abraham Valdelomar, 2015.[26]
- Pancho Fierro, estampas del pintor peruano (1945)
- El toro en las artes populares del Perú (1949)
- El Kero, vaso de libaciones cusqueño de madera pintada (1952)
- El desván de la imaginería peruana (1956)
- Del arte en el Perú y otros ensayos (1975)